# Shambala (Hovhaness)
Shambala is een compositie van de Amerikaanse componist Alan Hovhaness.

## Geschiedenis
De aanduiding “Amerikaans” is bij deze componist niet geheel op zijn plaats. Hij stamde af van een Armeense vader en een Schotse moeder, kwam in de Verenigde Staten terecht, maar reisde de gehele wereld af en kwam mede daardoor eind jaren 60 ook in India en naburige landen terecht. Net als veel toenmalige andere musici, bijvoorbeeld The Beatles in een geheel ander genre, kwam hij onder dusdanige invloed van dat land, dat dat sporen naliet in de muziek. Ook de Oosterse filosofie drong tot in de muziek door. Maar Hovhaness had al eerder kennisgemaakt met met name de muziektak uit India. In 1936 had hij Uday Shankar met zoon Ravi Shankar zien optreden in Boston, die zijn hang naar Oosterse muziek aanwakkerden. Hovhaness was dermate geïnteresseerd, dat het hem uiteindelijk de leiding zou geven over de afdeling Nabije en Verre Oosten van de Voice of America.
Dit alles leidde tot een ontmoeting tussen Hovhaness en Shankar, waarbij de eerste de elpeetekst van de laatste schreef voor het muziekalbum The Sounds of India (1966). Shankar ontmoette voor het volgende album West Meets East Yehudi Menuhin. Zowel Shankar en Menuhin zagen wel wat in een concert waarbij de Westerse en Oosterse muziek elkaar in één werk zouden ontmoeten. Menuhin verleende Hovhaness de opdracht, die uiteindelijk resulteerde in een dubbelconcert voor viool en sitar, Shambala. Het stuk is genoemd naar het legendarische rijk in de Himalaya, Shambhala. Het was toen 1969, daarna verdween het in de la, zonder ooit uitgevoerd of opgenomen te zijn. Hovhaness werkte zo aan zijn compositieopdrachten, dat hij al met het volgend werk bezig was, terwijl hij het eerste werk nog moest voltooien. Hovhaness was er dan niet de man naar om verder aan te dringen; hij moest verder met het nieuwe werk. Dat dat af en toen wel (relatief) succes had, blijkt uit het feit dat zijn volgende opus voor lange tijd zijn bekendste werk was: And God Created Great Whales.

## Muziek
Een muzikale ontmoeting tussen Westerse klassieke muziek en Oosterse muziek is Shambala niet geworden. In die tijd bevond Hovhaness zich in zijn Armeense periode (terug naar de basis) en dat geeft het werk meer het karakter van een mengeling van muziek afkomstig vanuit het gebied rondom de Kaukasus en Indiase muziek. Het werk bestaat uit één deel, waarin solisten ruim aan bod komen met tal van cadenzen. De vioolsolo is daarbij bijna geheel uitgeschreven en bestrijkt het gehele bereik van het strijkinstrument, behalve de flageolet. De solo voor de sitar bestaat voor het merendeel uit improvisatie. De solisten zijn in hun soli te horen met het orkest op de achtergrond, die een drone speelt, dan wel murmur (gemurmel), een pizzicato dat ongelijk wordt gespeeld, zodat er een soort achtergrondgeluid ontstaat waarin de afzonderlijke instrumenten niet te onderscheiden zijn. Daartegenover staan de fragmenten waarin het symfonieorkest statig speelt. Dwarsfluit en, hobo’s en klarinetten hebben daarin een stevige stem en zij zorgen dan ook voor dat de voorgeschreven dissonanten een schril contrast geven met de verder harmonieuze orkestpartij. De stemming of verdeling van de strijkersectie is anders dan bij ”normale” klassieke muziek, want het orkest heeft een klank, die meer toegeschreven kan worden aan symfonieorkesten uit het Oosten. Het enige instrument dat “uit de toon valt” ten opzichte van andere composities van Hovhaness is de sitar, want de botsing tussen de Westerse en Indiase muziek is qua klank en ritme groot. Het lijkt dat de sitarstem boven alle partijen zweeft of er dwars doorheen snijdt.

## Orkestratie
- 3 dwarsfluit waaronder 1 piccolo, 2 hobo’s, 2 klarinetten, 2 fagotten
- 4 hoorns, 3 trompetten, 3 trombones, 1 tuba;
- 1 stel pauken, 4 man / vrouw percussie met onder andere grote trom, glockenspiel en triangel, harp
- violen, altviolen, celli, contrabassen.

## Discografie
Er is maar één opname van dit werk, dat verscheen op het kleine Amerikaanse platenlabel Ogreogress Productions, gespecialiseerd in zelden uitgevoerde werken. Christina Fong is de vioolsoliste, Gaurav Mazumbar de sitarsolist; het orkest van dienst is de Staatsphilharmonie Bratislava uit Slowakije onder leiding van Ratislav Štir; opnamedatum onbekend